# Marta Antuli
Marta Antuli (gr. Μάρθα Ανθούλη, ur. 13 sierpnia 2004 w Salonikach) – grecka siatkarka, grająca na pozycji atakującej, reprezentantka kraju.

## Sukcesy
Mistrzostwo Grecji:
- 2023[6]

Puchar CEV:
- 2024[7]

Puchar Challenge:
- 2025[8]